# Penthorum chinense
Penthorum chinense är en tvåhjärtbladig växtart som beskrevs av Frederick Traugott Pursh. Penthorum chinense ingår i släktet Penthorum och familjen Penthoraceae. Inga underarter finns listade i Catalogue of Life.

## Bildgalleri

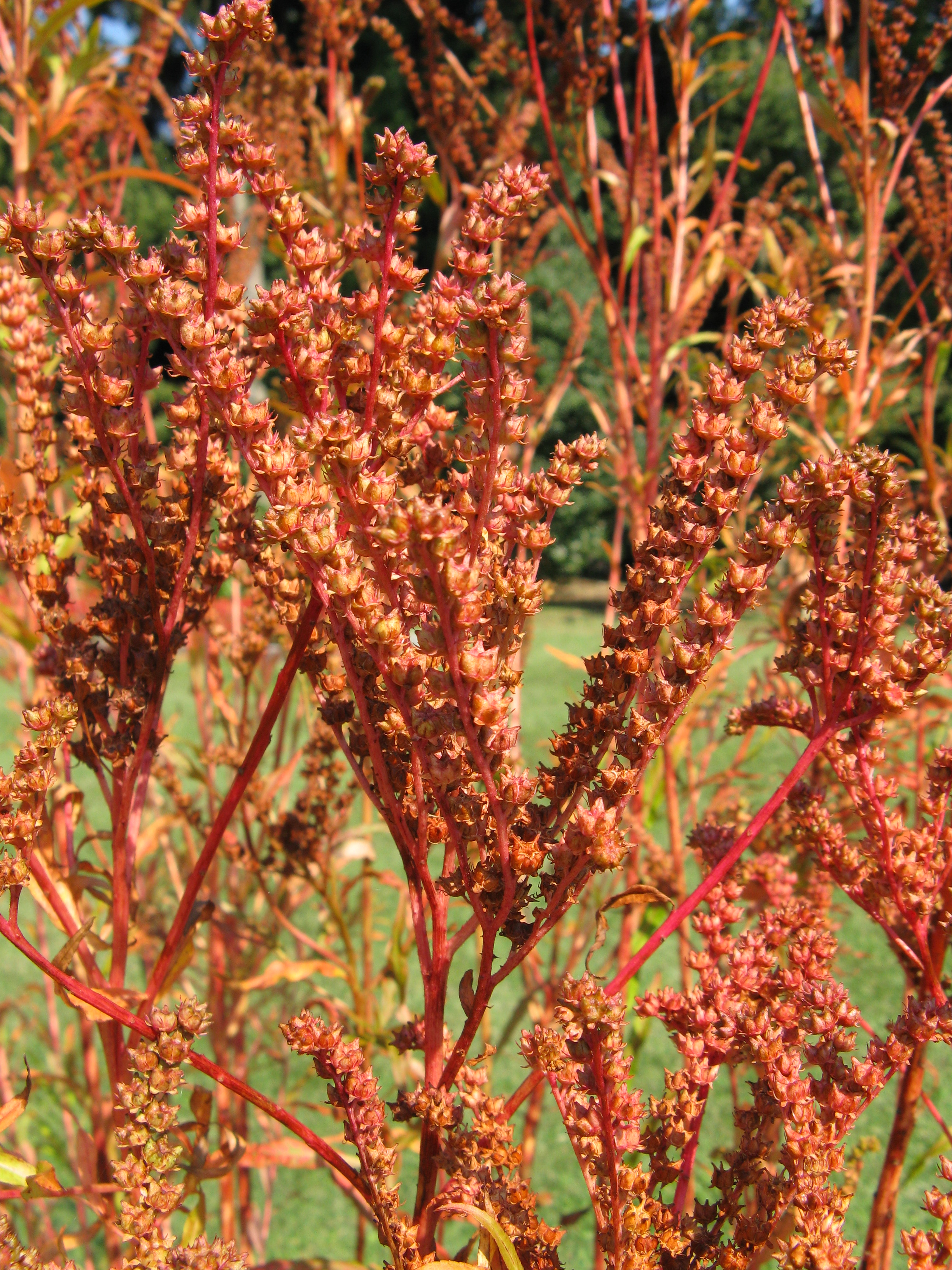
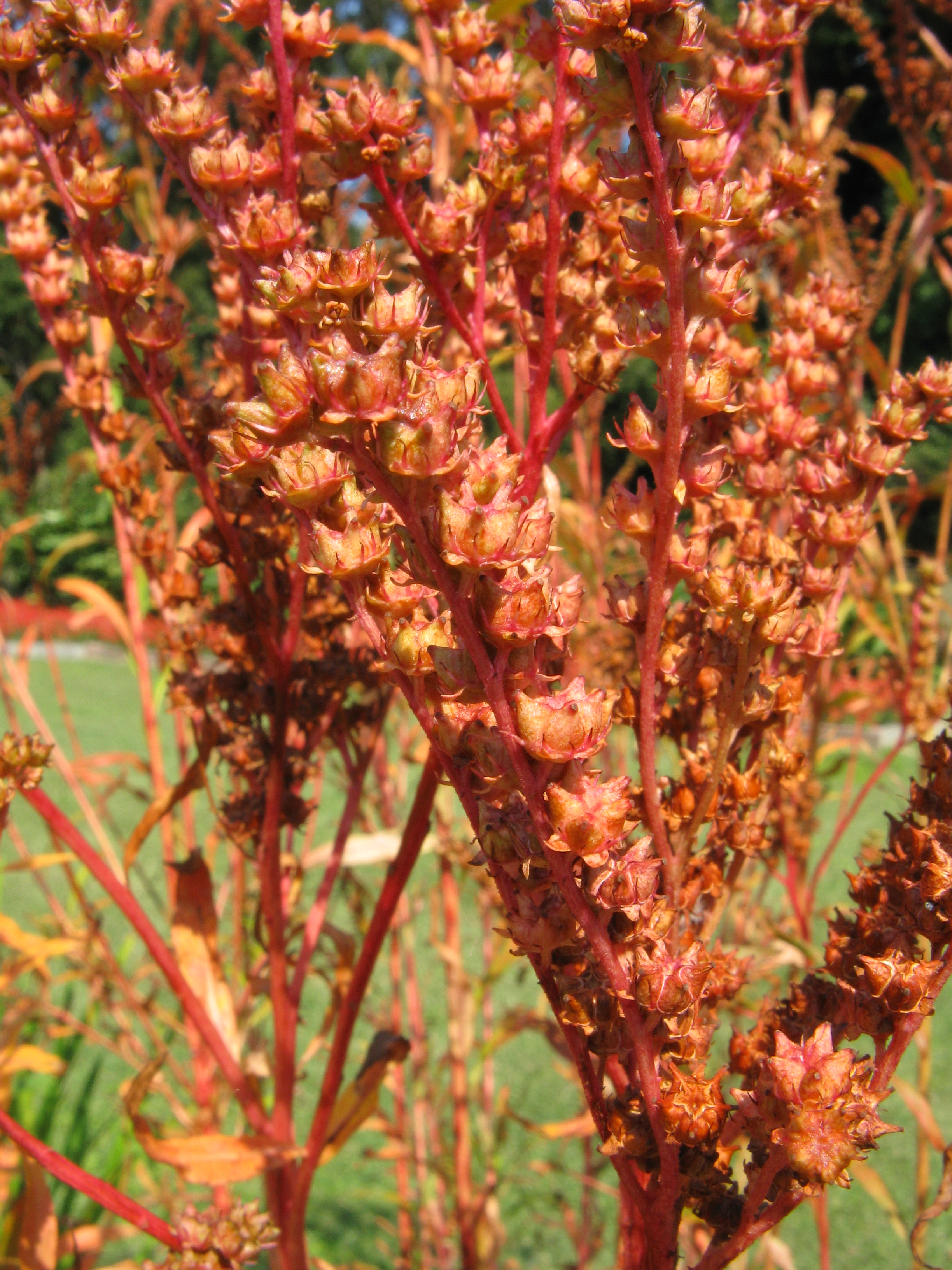
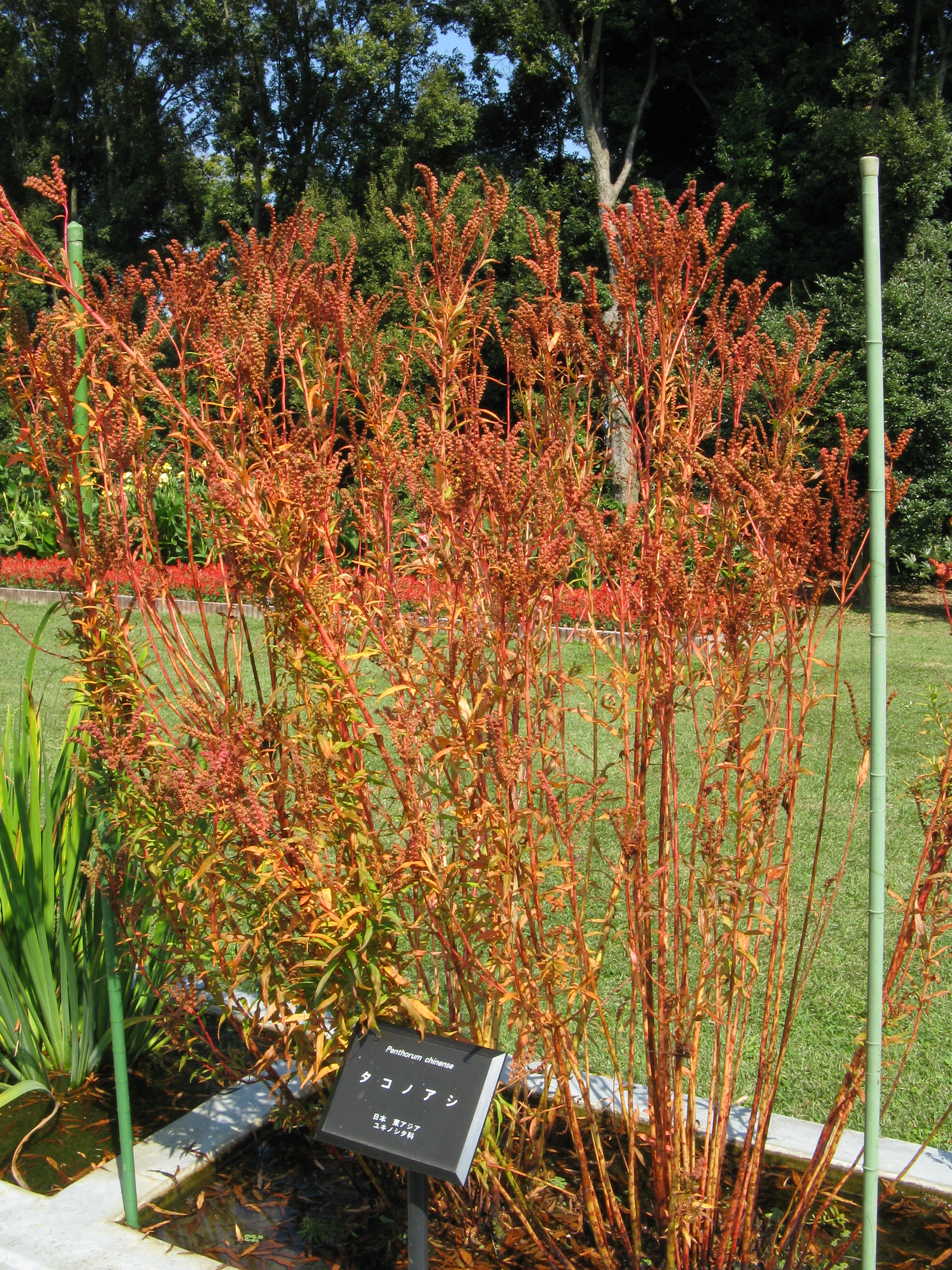